# Mouvement Colibris
Le Mouvement Colibris, nom usuel de l’Association Colibris qui tire son nom des colibris, est une association loi de 1901 créée en 2007 en France. C'est un mouvement fondé sur l’action citoyenne, qui relie transition personnelle et transition sociétale. Il encourage chacun à « faire sa part » pour enclencher la transition écologique et sociétale.
Les initiateurs de ce mouvement sont notamment Pierre Rabhi, agriculteur biodynamique partisan de l'agro-écologie, et Cyril Dion, réalisateur et écrivain, qui en a été le directeur pendant sept ans.
Le mouvement a été critiqué pour son apolitisme, et pour avoir fait la promotion des écoles Steiner Waldorf et de l’agriculture biodynamique, issues de l’anthroposophie.

## Présentation

### Historique
En 2006, Pierre Rabhi fonde avec Josette Amor, Isabelle Desplats, Claire Eggermont, Jean Rouveyrol, Michel Valentin, le « Mouvement pour la Terre et l'Humanisme », qui sera ensuite appelé « mouvement Colibris ». Cyril Dion en est le premier directeur. L'association s'est donné pour mission « d’inspirer, relier et soutenir les citoyens engagés dans une démarche de transition individuelle et collective ». Le réseau Colibris compte, en 2016, 80 000 adhérents ; le nombre de dons chaque année s'élève à environ 10 000.
Le mouvement appelle à l'insurrection des consciences et dénonce le mythe de la croissance et la surconsommation. Il mène un certain nombre d'activités destinées à promouvoir les pratiques d'agriculture écologique (agroécologie, permaculture, etc.), l'habitat participatif, l'éducation alternative, la gouvernance participative, la consommation responsable. Des groupes locaux se sont ensuite constitués dans plusieurs villes de France. Ils sont liés au mouvement Colibris par un protocole de coopération précisant les obligations mutuelles du mouvement et du groupe local, ainsi que par une charte précisant les valeurs sur lesquelles le mouvement s'appuie et qui précise huit propositions : incarner l'utopie - la sobriété heureuse - le féminin au cœur du changement - l'agroécologie comme alternative - la logique du vivant -  la terre et l'humanisme indissociables - relocaliser l'économie - une autre éducation,.
Le Mouvement Colibris s'appuie sur les techniques et concepts de l'éducation populaire et sur la mise en action des citoyens pour amener à une transition écologique, citoyenne et sociétale, notamment à travers un MOOC (en français : cours en ligne ouvert et massif, CLOM) porté par une université populaire, et des outils collaboratifs d’open education.
Son premier directeur est Cyril Dion, suivi de Mathieu Labonne. Il fonctionne actuellement sans directeur[réf. à confirmer].

### L'emblème du colibri

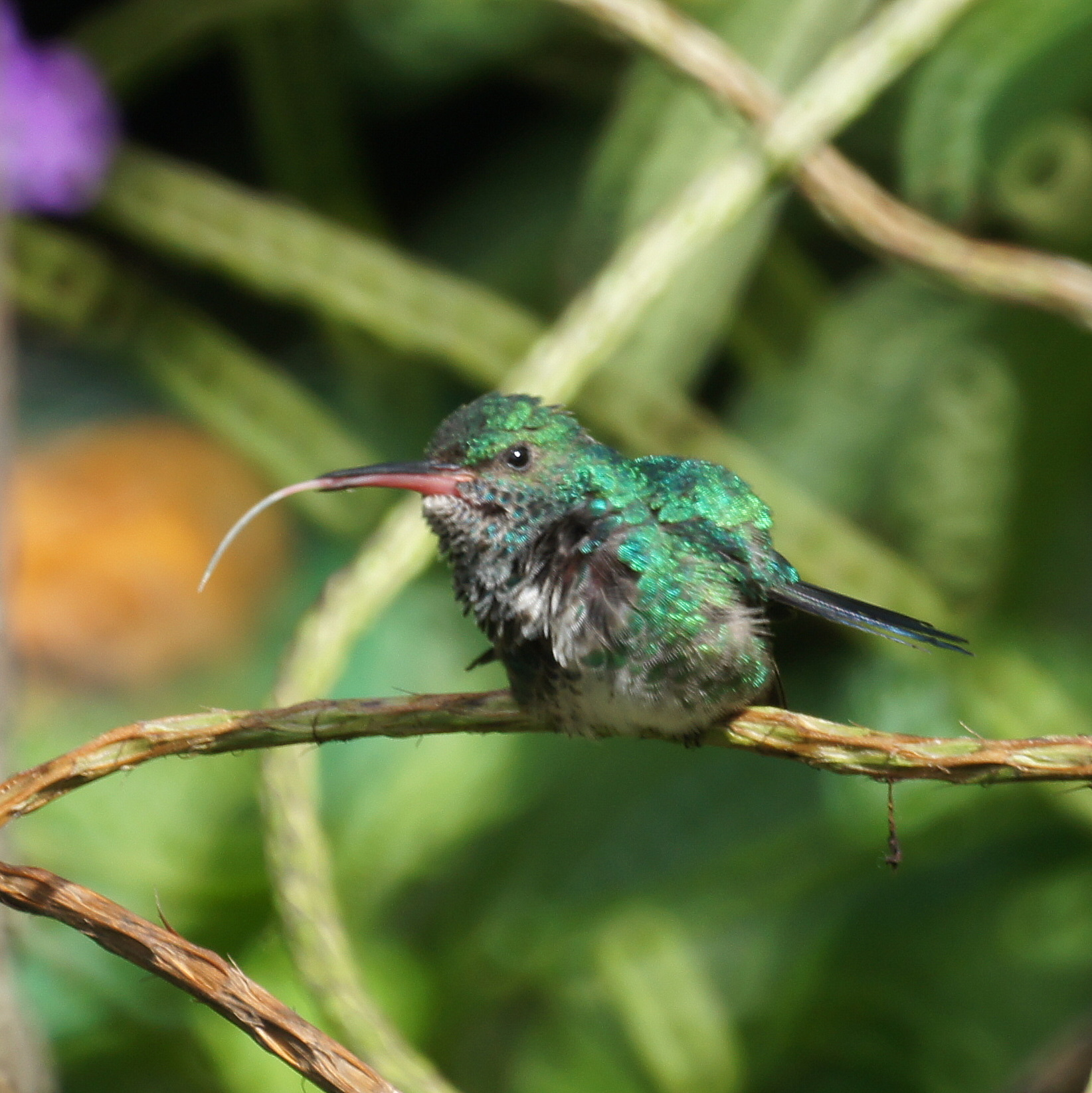
Chlorostilbon notatus, ou Colibri à menton bleu.

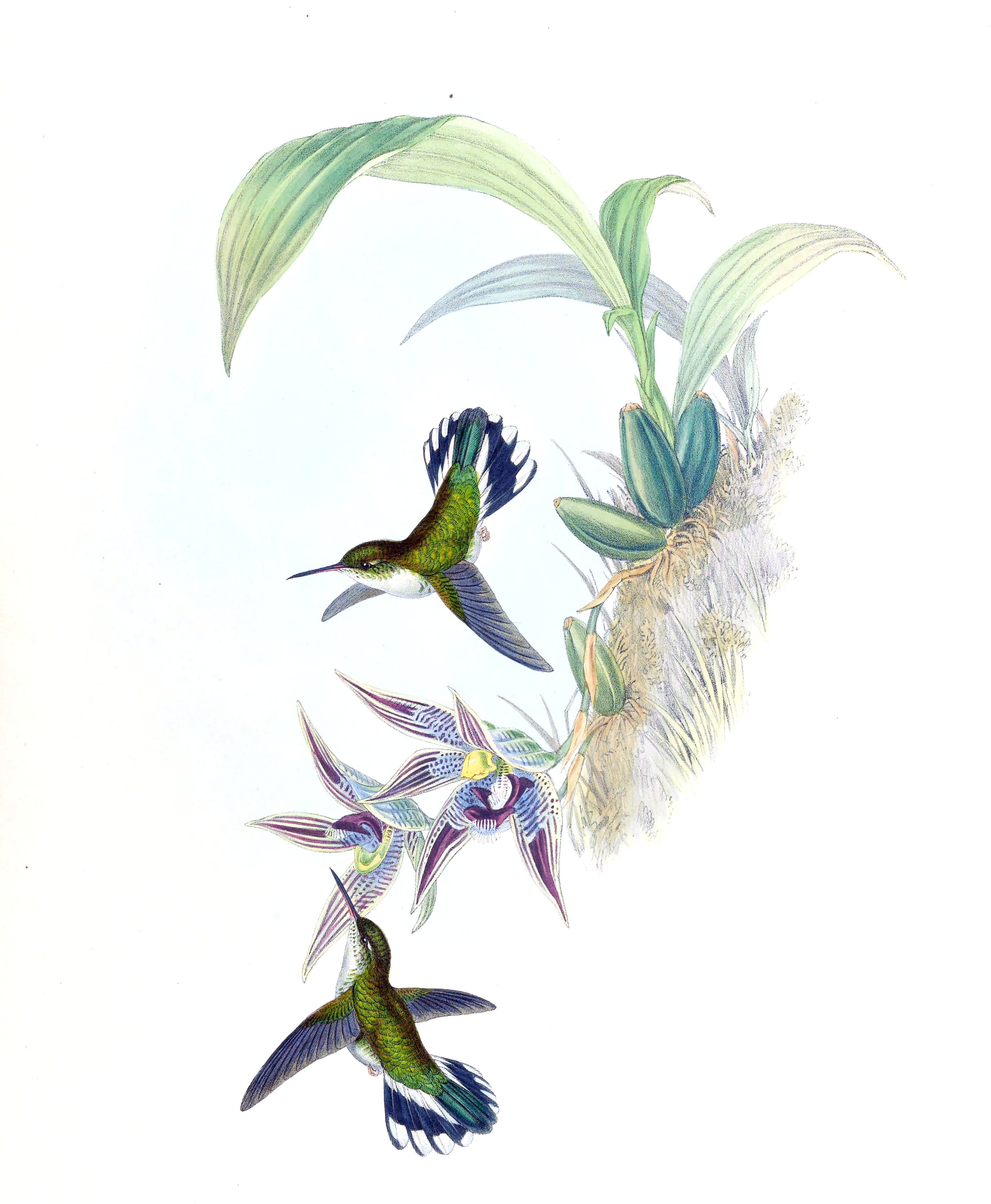
Colibris en vol.

Le nom choisi dans un second temps pour l'association, soit le « Mouvement Colibris », est inspiré d'une légende amérindienne que Pierre Rabhi avait mise en avant dans sa profession de foi du « Mouvement d'Appel Pour une Insurrection des Consciences (MAPIC) », quand il fut candidat à la candidature à l'élection présidentielle de 2002.

## Actions

### Philosophie Globale de mobilisation
Proposant une cartographie du militantisme écologiste en France, Maxime Chedin considère que le Mouvement Colibris est à ranger dans ce qu’il qualifie d'« écologie politique citoyenne » : c’est celle notamment des mouvements citoyens (Alternatiba en est un autre). Ces mouvements cherchent à s’appuyer sur la société civile pour construire des actions avec les citoyens dans une logique majoritaire, fédératrice, rassembleuse ou consensuelle. La démarche se veut apolitique pour ne pas cliver et pour pouvoir présenter la lutte contre le réchauffement climatique comme grande « cause commune » autour de laquelle tous pourraient se réunir.

### Projet Oasis
Développé par Pierre Rabhi dans les années 1990, le concept d'oasis repose sur cinq principes fondamentaux : autonomie alimentaire, construction écologique et sobriété énergétique, mutualisation d'espaces et de services, gouvernance participative, accueil. Il s'agirait d’encourager la création de lieux qui incarnent des valeurs de solidarité et d’écologie (écohameaux, habitats participatifs, écolieux, écovillage, etc.). Des rencontres entre personnes intéressées par ces modes d'habitat sont organisées.
Colibris propose du soutien à la création de ce type de lieux de vie ou de ressources via plusieurs outils :
- un Massive open online course (MOOC), cours en ligne gratuit accessible à tous, « Concevoir une oasis ». Les sujets abordés sont : raison d'être, mode de gouvernance, facteur humain, cadre relationnel, montage juridique, montage financier, exigences écologiques, conception en permaculture[17]. La première édition (janvier-avril 2016) a rassemblé plus de 27 000 personnes[18],[10], la seconde (janvier-avril 2017) par 9 000 personnes[19][source insuffisante] ;
- un wiki de mise en relation comprenant une carte des oasis existantes et leur contact, un agenda participatif, des informations sur les formations existantes, une carte du foncier disponible, etc. ;
- un accompagnement personnalisé avec des professionnels (les « compagnons oasis »).

En 2018, le Projet Oasis a été transféré à la Coopérative Oasis, une SCIC dont le Mouvement Colibris est membre fondateur avec comme objectif principal financer par l'épargne citoyenne les écolieux collectifs.

### Formations en ligne

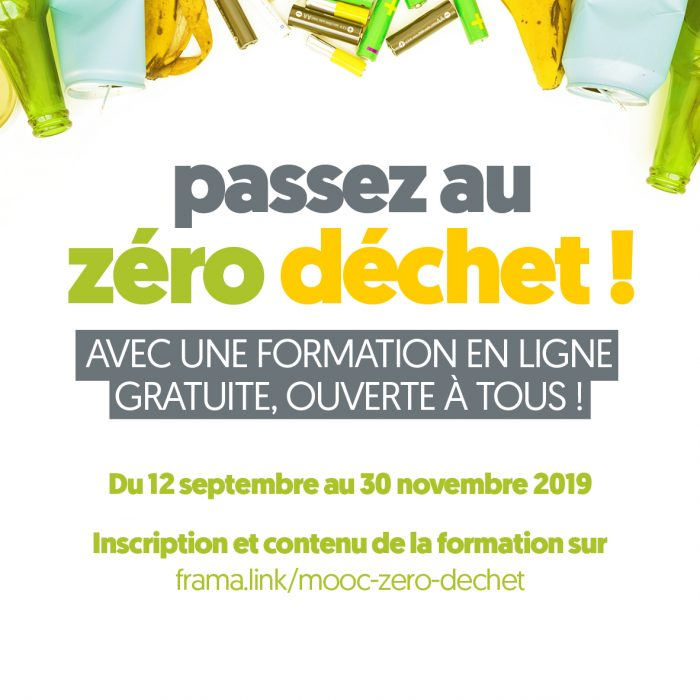
Page annonçant la formation en ligne « Zéro déchet » qui a reçu le titre de Mooc de l'année en 2019

Outre le Mooc « concevoir une oasis », Colibris propose d'autres formations en ligne. Ainsi, un Mooc consacré à la démarche « Zéro déchet » conçu en partenariat avec Zero Waste France a reçu en 2019 le prix du Mooc de l'année,. Ce Mooc avait pour but de faire connaître les enjeux écologiques, économiques et sociétaux de la réduction des déchets et les possibilités d'action individuelle, collective et pour les entreprises. Il aurait attiré 40 000 personnes,.

### La Fabrique des colibris
La Fabrique est une plateforme en ligne qui permet à des porteurs de projet de diffuser leurs demandes de financement, d'expertise, de bénévolat, et de matériel. En juillet 2023, 298 projets étaient référencés sur le site. La Fabrique des colibris est également un mini incubateur qui accompagne les projets de jeunes entrepreneurs. Le programme d'accompagnement est en partie financé par la fondation SNCF.

### Magazine
À l’été 2021, le mouvement lance un magazine, intitulé « 90° ». Un premier numéro est essentiellement consacré à l’analyse de catastrophes environnementales et à l’exploration de cas de résilience locale.

### Programme Territoires d'Expérimentations
À l'automne 2021, le mouvement lance un projet pour accompagner les transformations écologiques des territoires. Le programme Territoires d'expérimentations, porté conjointement par un collectif d'associations (ATD Quart Monde, Emmaüs, Terre de Liens, Villes en Transitions, Attac, l’Avise, le Collectif pour une Transition Citoyenne, Démocratie Ouverte, Fréquence Commune, le mouvement pour une économie solidaire, etc.) soutient la transition écologique à l'échelle locale. sur la période 2021 à 2023 trois territoires sont soutenus : l'archipel de Kembs en Alsace, la communauté de commune d'Uzès et un projet de sécurité sociale alimentaire en Essonne.

## Groupes locaux

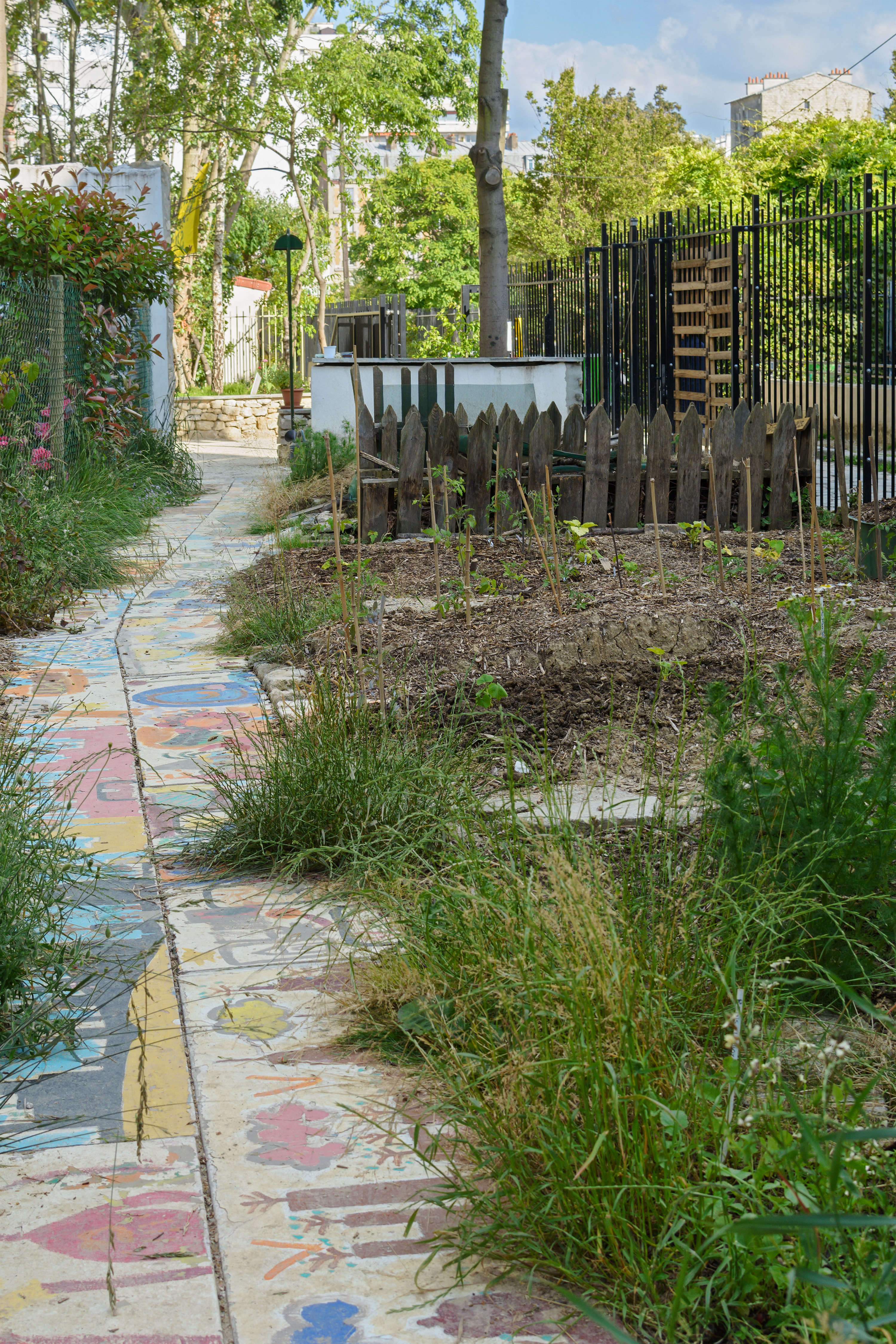
Le jardin partagé de la rue des Thermopyles dans le 14e arrondissement de Paris.

En 2017, l'association revendique l'existence une centaine de groupes locaux sur trois territoires francophones, la France, la Belgique, la Suisse, : « Ces groupes initient des actions sur leur territoire pour transformer la société à leur échelle (AMAP, jardins partagés, cantines bio, monnaies locales, écoles alternatives, etc.). »
Un groupe local permet deux niveaux d’implication : d'une part des Colibris, c'est-à-dire des personnes qui souhaitent simplement s’impliquer en « faisant leur part » à leur échelle, d’autre part les membres du cercle cœur, qui assurent le lien avec la structure nationale et sont garants du protocole de coopération et du respect de l’éthique du mouvement. Les membres des groupes locaux sont en particulier incités à se former à la communication non violente et en diffusent les principes. Le fonctionnement collectif est inspiré des principes de la sociocratie et de l'holacratie.

## Participation aux débats présidentiels

### 2012
En 2012, l'association lance une campagne, « Tous candidats en 2012 », s'intéressant à l’agriculture, l’énergie, l’éducation et l’économie. Ce n'est pas la première fois que Pierre Rabhi souhaite influencer le débat présidentiel : en 2002, il s'était présenté comme candidat avec comme slogan « appel à l’insurrection des consciences ». Pierre Rabhi considère que notre économie n'est que « gaspillage » et « destruction », et soutient la décroissance, affirmant : « On fait de la croissance économique avec tout, y compris en liquidant la faune, en détruisant les forêts, en mettant les gens dehors... ».

### 2017
Lors de la campagne présidentielle 2017, le mouvement ne soutient aucun candidat, et se présente comme « un mouvement non partisan qui n’a pas vocation à soutenir un candidat mais à diffuser des idées ».
Avec le soutien de Nicolas Hulot, Thierry Kuhn le mouvement lance une « campagne citoyenne », appel en faveur d’une société plus écologique et solidaire. Cet « appel du monde de demain » recueille 100 000 signatures,. En parallèle, l'Équipe Opérationnelle de Colibris organise une tournée associant artistes et activistes, intitulé « Le Chant des Colibris – l’appel du monde de demain ». Des évènements sont organisés dans plusieurs grandes villes de France puis plus tard au Maroc, avec l’objectif affiché d’« inspirer, relier et soutenir les citoyens, aspirant à remettre l’écologie et la solidarité au cœur de leur vie quotidienne »,,,. Les projets sur lesquels les citoyens se rassemblent sont liés à l’alimentation, l’énergie, l’habitat, l’économie collaborative, la consommation responsable et sont présentés dans le cadre de « village des initiatives ».
Des artistes comme Alain Souchon, Dominique A, Jeanne Cherhal, Izïa, Matthieu Chedid, Zaz, Emily Loizeau, Gael Faure, Tété, Zoufris Maracas apportent leur contribution à ces manifestations,. Penseurs, artistes, responsables associatifs, « tous s’accordent sur l’idée d’un mode de vie plus écologique et solidaire, privilégiant la mutualisation, la sobriété énergétique, l’agriculture vivrière, l’éco-construction, les économies locales. »

## Filmographie

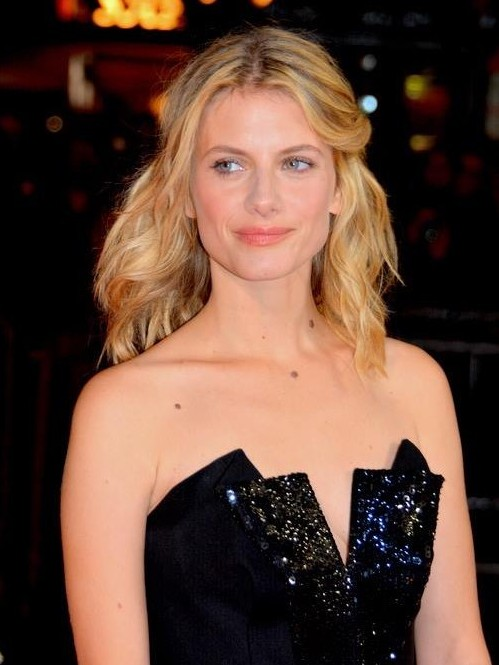
Mélanie Laurent, coréalisatrice de Demain, aux Césars 2016.

En 2010, le documentaire Solutions locales pour un désordre global de Coline Serreau est coproduit avec les Colibris.
En 2015, le film Demain réalisé par Cyril Dion et Mélanie Laurent offre un road movie dans plusieurs pays : « Alors que l’humanité est menacée par l’effondrement des écosystèmes, Cyril, Mélanie, Alexandre, Laurent, Raphäel et Antoine, tous trentenaires, partent explorer le monde en quête de solutions capables de sauver leurs enfants et, à travers eux, la nouvelle génération. À partir des expériences les plus abouties dans tous les domaines (agriculture, énergie, habitat, économie, éducation, démocratie…), ils vont tenter de reconstituer le puzzle qui permettra de construire une autre histoire de l’avenir… ».

## Financement

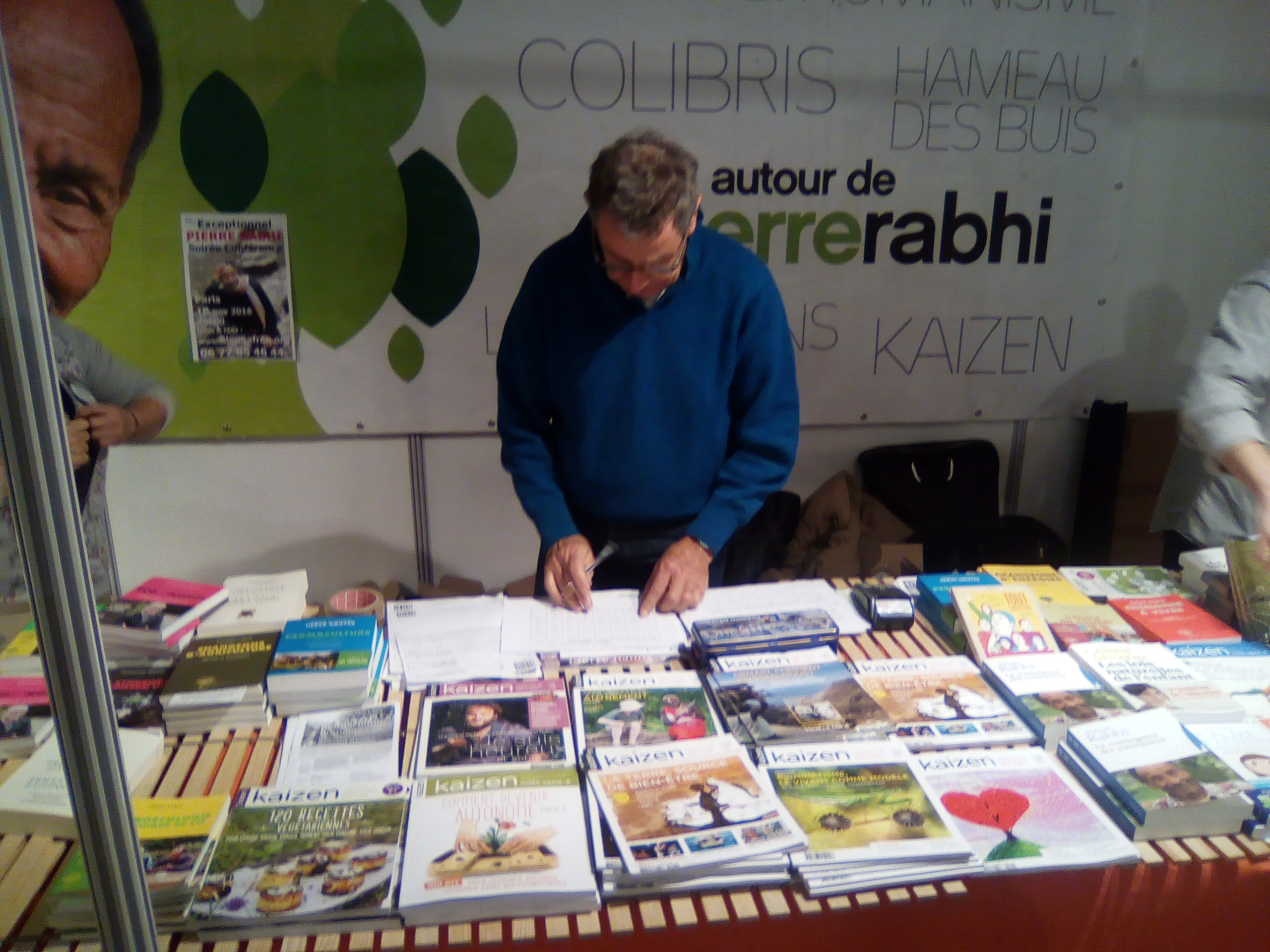
Stand au salon bio Marjolaine, en 2016.

Sur son rapport d’activité de 2017, Colibris indique un total des recettes de 1 301 229 €, avec comme postes principaux :
- dons de particuliers : 869 391 € (67 %) ;
- mécénat lié à des projets (Oasis, Université, Chant des colibris, etc.) : 183 286 € (13 %) ;
- ventes de livres, magazines, DVD, etc. : 77 194 € (6 %) ;
- coproduction film Demain : 54 538 € (4 %) ;
- prestations Oasis : 42 782 € (3 %).

Les quatre principaux postes de dépenses correspondent au trois pôles « inspirer, relier, soutenir » et au pôle support :
- inspirer (publications, éditions, Chant des colibris et Agora) : 328 086 € (26 %) ;
- relier (animation des Groupes Locaux et du collèges de la gouvernance, etc.) : 220 962 € (18 %) ;
- soutenir (projet Oasis, Université, Fabrique et Outils libres) : 296 130 € (24 %) ;
- support (administration, communication, secrétariat, web, RH…) : 247 474 € (20 %).

## Critiques

### Légende du colibri
Ce mouvement tire son nom de la version que tire Pierre Rabhi d'une légende amérindienne. D'après lui lors d'un incendie de forêt, tous les animaux sont paniqués, mais le colibri prend quelques millilitres d'eau dans son bec pour tenter, en vain d'éteindre l'incendie. Quand les autres animaux lui demandent pourquoi il fait ceci, il répond « je fais ma part ». Il est notable que contrairement à tout conte ou toute légende, cette version de Rabhi ne comporte aucune fin. Le journaliste Jean-Baptiste Malet propose donc celle-ci : le colibri meurt d'épuisement, sans réussir à éteindre l'incendie.
Cette version de la légende prise dans son ensemble est ainsi la plus parfaite illustration, selon lui, qu'une approche individuelle et spirituelle du combat écologique, sans mobilisation politique, est tout à fait illusoire. Dépourvus de formation ou même de questionnement politique, les colibris « s'organisent une bulle dans la société […] mais de là à penser que ça peut représenter une véritable alternative au capitalisme, il faudrait être prudent […] : les colibris ne représentent pas une alternative […], c'est une écologie inoffensive […], elle peut faire du bien, elle peut apaiser, elle rassure, mais ce n'est pas avec cette écologie qu'on transforme la société ». Selon le journaliste Mikaël Faujour le « colibrisme » est « dépolitisé et libéralo-compatible ».
Pierre Rabhi ne cite jamais la source de la légende qu'il utilise. Une autre version conte qu'un jour l'arbre du monde qui dominait la forêt pris feu. La panique s'instaura chez les oiseaux qui en protégeait le coeur. Le colibri voleta alors de l'un à l'autre pour que, ensemble, ils éteignent l'incendie. Et l'arbre du monde reverdit.

### Promotion de l'anthroposophie
Le mouvement ne supervise aucune exploitation agricole et a été critiqué pour faire la promotion des écoles Steiner-Waldorf et de l’agriculture biodynamique, issues de l'anthroposophie, notamment par la Mission interministérielle de vigilance et de lutte contre les dérives sectaires (Miviludes) qui considère dans son rapport d’activité 2016-2017 que l'ensemble du mouvement Colibris « promeut les écoles Steiner-Waldorf et l’agriculture biodynamique, [et] que les orientations spiritualistes et philosophiques de R. Steiner sont très répandues dans le domaine des propositions alternatives d’enseignement et plus encore dans celui de la production biologique. » Par ailleurs, Pierre Rabhi préconise dans son autobiographie l'utilisation de la biodynamie, méthode issue de l'anthroposophie, doctrine de l'occultiste Rudolf Steiner. Ce lien avec l'anthroposophie est critiqué,.